# شرکت ملی نفت فیلیپین
شرکت ملی نفت فیلیپین (انگلیسی: Philippine National Oil Company) شرکت دولتی نفت و گاز فیلیپینی است، که در سال ۱۹۷۳ تأسیس شد.